# منزل كوهية
يقع منزل كوهيه (القرن 12 هـ / القرن 18م) بشارع دهليز الملك بمدينة رشيد ويشرف عليه بواجهة ويتكون من ثلاثة أدوار، المدخل خالِ من الزخارف أما الدوران العلويان فتسير واجهتهما مع الدور الأرضي كل واجهة مكونة من قطاعين الأول يشغله شبابيك خرط تعلوها مناور والثاني مشربيات تعلوها مناور من الخرط المعقلى.

## المنزل من الداخل
يتكون الدور الأرضى من مخزن، أما الدورين العلويين فبهما حجرات وتتوسطهما دورقاعة.